# Ґодзіш (Ґарволінський повіт)
Ґодзіш (пол. Godzisz) — село в Польщі, у гміні Соболев Ґарволінського повіту Мазовецького воєводства.
Населення — 451 особа (2011).
У 1975-1998 роках село належало до Седлецького воєводства.

## Демографія
Демографічна структура станом на 31 березня 2011 року:
|          | Загалом | Допрацездатний вік | Працездатний вік | Постпрацездатний вік |
| -------- | ------- | ------------------ | ---------------- | -------------------- |
| Чоловіки | 227     | 41                 | 149              | 37                   |
| Жінки    | 224     | 42                 | 118              | 64                   |
| Разом    | 451     | 83                 | 267              | 101                  |